# Бадеджо, Боладжи
Боладжи Бадеджо (англ. Bolaji Badejo; 23 августа 1953, Лагос, Нигерия — 22 декабря 1992, там же) — исполнитель роли Чужого в одноимённом фильме (1979) Ридли Скотта.

## Биография
Выходец из народа йоруба. Был вторым из шести детей в семье Эразмуса Виктора Бадеджо и Элизабет Бамидале (у него был старший брат Акин, младшая сестра Дебо и младшие братья Поси, Бойега и Деджи). Боладжи учился в Лондоне на художника-графика, много путешествовал. Побывал и в Соединённых Штатах, три года прожив в Сан-Франциско. Его рост по разным данным составлял 208 или 218 см, у него были длинные тонкие руки и ноги. Однажды в пабе Боладжи заметил Питер Арчер, агент Ридли Скотта, и пригласил его на пробы. Боладжи стал первым исполнителем роли одного из самых культовых персонажей мирового кино — Чужого. Его фигура идеально подошла для фильма — Скотт хотел, чтобы никто не замечал, что внутри костюма Чужого находится человек. Благодаря экстраординарному росту и худобе Боладжи Бадеджо в костюме чужого выглядел совсем не как человек, а как космический паразит из чужого зловещего мира. Во время подготовки к съёмкам Боладжи брал уроки боевого искусства тайчи, разучивал скользящие движения и повадки богомола, много репетировал в декорациях космического корабля «Ностромо». Съёмочный период занял у него четыре месяца.
После окончания съемок Боладжи уехал в Нигерию, стал работать вместе со своим дядей, известным скульптором. Через три года открыл свою собственную арт-галерею. Обзавёлся семьёй, у него родились двое детей. Ещё в детстве у Боладжи была диагностирована серповидноклеточная анемия. В возрасте 39 лет он простудился, получил осложнение и лёг в больницу в Лагосе, откуда уже не вышел. Боладжи Бадеджо умер 22 декабря 1992 года в возрасте 39 лет.